# CITV-DT
CITV-DT (identificada en el aire como Global Edmonton) es un canal de televisión de Edmonton, Alberta, Canadá. Emite en alta definición en televisión digital a través del canal 13 de VHF desde Alberta Highway 21, al sudeste de la ciudad.
Perteneciente a Shaw Media, sus estudios están localizados en Allard Way Northwest, en el barro de Pleasantview en Edmonton. También emite en plataformas de cable del país.

## Historia
La inauguración de la emisora fue el 1 de septiembre de 1974. En esa época se llamaba Independent Television (ITV), marca utilizada hasta que se hizo parte de Global Television Network en el año 2000. Originalmente perteneció a Allarcom, propiedad de Charles Allard. En 1991, Allarcom fue comprada por Western International Communications, que a su vez fue adquirida por Canwest en 1999.
Desde 1981, emitió nacionalmente a través de varios sistemas de televisión por cable a lo largo del país mediante el servicio Cancom. Aún se ve nacionalmente vía satélite, además de por varios servicios de cable.
La emisora produce un total de 45 horas de informativos locales cada semana, siete horas de informativos diarios repartidos en varias ediciones, y cinco horas los fines de semana. La emisora fue la primera de Edmonton en tener un helicóptero para noticias. El 15 de noviembre de 2010, Global Edmonton se convirtió en la primera emisora de televisión de Alberta en producir y emitir su programación en alta definición.